# Manoir de la Perquette
Le manoir de la Perquette est un manoir du XVIIe siècle situé à Bellengreville dans le département du Calvados en Normandie. 

## Localisation
Le manoir est situé au lieudit La Perquette à Bellengreville.

## Historique
Le manoir est bâti dans la première moitié du XVIIe siècle, avec une date évoquée 1602.
Certains éléments font l'objet d'une inscription aux monuments historiques par un arrêté du 6 juin 1980 : les façades et les toitures, l'escalier avec sa rampe en fer forgé et son plafond peint, le salon avec son décor de lambris au rez-de-chaussée, l'ancien portail d'entrée et le colombier.

## Description
Le manoir est bâti en pierre de Caen.
L'édifice est « typique de la région de Caen ». Il comporte cinq fenêtres à l'étage avec des frontons. L'avant-corps est muni de pilastres doriques et d'un fronton à œil-de-bœuf.